# Verein für Leibesübungen Bochum 1848 1984-1985
Questa voce raccoglie le informazioni riguardanti il Verein für Leibesübungen Bochum 1848 nelle competizioni ufficiali della stagione 1984-1985.

## Stagione
Nella stagione 1984-1985 il Bochum, allenato da Rolf Schafstall, concluse il campionato di Bundesliga al 9º posto. In Coppa di Germania il Bochum fu eliminato al secondo turno dall'Alemannia Aquisgrana.

## Rosa
| N. |                     | Ruolo | Calciatore           |
| -- | ------------------- | ----- | -------------------- |
|    | Germania (bandiera) | P     | Marcus Croonen       |
|    | Germania (bandiera) | P     | Ralf Zumdick         |
|    | Germania (bandiera) | D     | Florian Gothe        |
|    | Germania (bandiera) | D     | Thomas Knauer        |
|    | Germania (bandiera) | D     | Heinz Knüwe          |
|    | Germania (bandiera) | D     | Martin Kree          |
|    | Germania (bandiera) | D     | Ingo Pickenäcker     |
|    | Germania (bandiera) | D     | Frank Saborowski     |
|    | Germania (bandiera) | D     | Franz-Josef Tenhagen |
|    | Germania (bandiera) | D     | Lothar Woelk         |
|    | Croazia (bandiera)  | D     | Ivan Žugčić          |

| N. |                     | Ruolo | Calciatore            |
| -- | ------------------- | ----- | --------------------- |
|    | Germania (bandiera) | C     | Siegfried Bönighausen |
|    | Germania (bandiera) | C     | Peter Knäbel          |
|    | Germania (bandiera) | C     | Michael Kühn          |
|    | Germania (bandiera) | C     | Ata Lameck            |
|    | Germania (bandiera) | C     | Walter Oswald         |
|    | Germania (bandiera) | C     | Frank Schulz          |
|    | Germania (bandiera) | A     | Frank Benatelli       |
|    | Germania (bandiera) | A     | Klaus Fischer         |
|    | Germania (bandiera) | A     | Stefan Kuntz          |
|    | Germania (bandiera) | A     | Toni Schreier         |

## Organigramma societario
Area tecnica
- Allenatore: Rolf Schafstall
- Allenatore in seconda:
- Preparatore dei portieri:
- Preparatori atletici:

## Calciomercato

### Sessione estiva
| Acquisti | Acquisti             | Acquisti            | Acquisti |
| R.       | Nome                 | da                  | Modalità |
| -------- | -------------------- | ------------------- | -------- |
| A        | Klaus Fischer        | Colonia             |          |
| D        | Ingo Pickenäcker     | Borussia M'gladbach |          |
| D        | Frank Saborowski     | Bayer Leverkusen    |          |
| A        | Toni Schreier        | VfB Waltrop         |          |
| D        | Franz-Josef Tenhagen | Borussia Dortmund   |          |

| Cessioni | Cessioni           | Cessioni             | Cessioni |
| R.       | Nome               | a                    | Modalità |
| -------- | ------------------ | -------------------- | -------- |
| C        | Andreas Bordan     | Darmstadt            |          |
| D        | Bernd Gerber       | Blau-Weiß Berlin     |          |
| D        | Hermann Gerland    | Bochum II            |          |
| C        | Peter Grünberger   | Union Solingen       |          |
| A        | Günter Habig       | Alemannia Aquisgrana |          |
| C        | Dieter Kramer      | Bochum II            |          |
| C        | Detlef Krella      | Norimberga           |          |
| P        | Reinhard Mager     | Blau-Weiß Berlin     |          |
| A        | Stefan Pater       | Arminia Bielefeld    |          |
| A        | Christian Schreier | Bayer Leverkusen     |          |

### Sessione invernale
| Acquisti | Acquisti | Acquisti | Acquisti |
| R.       | Nome     | da       | Modalità |
| -------- | -------- | -------- | -------- |

| Cessioni | Cessioni | Cessioni | Cessioni |
| R.       | Nome     | a        | Modalità |
| -------- | -------- | -------- | -------- |

## Risultati

### Bundesliga

#### Girone di andata
| Arbitro: | Werner |

|                            |           |                          |
| Fischer 1’, 63’ Schulz 48’ | Marcatori | 22’, 29’ Trieb 72’ Kraaz |

| Arbitro: | Wuttke |

|                        |           |                                  |
| Dierßen 44’ Täuber 47’ | Marcatori | 48’ Schulz 66’ Fischer 81’ Kuntz |

| Bochum 8 settembre 1984, ore 15:30 CEST 3ª giornata | Bochum   | 0 – 0 referto | Amburgo | Ruhrstadion (30 000 spett.)\| Arbitro: \| Brückner \| |
| Arbitro:                                            | Brückner |               |         |                                                       |

| Arbitro: | Walz |

|                                        |           |                             |
| Rahn 2’, 51’ Bruns 43’ (rig.) Mill 54’ | Marcatori | 60’, 71’ Fischer 90’ Knäbel |

| Arbitro: | Brehm |

|                                      |           |  |
| Wegmann 79’, 90’ Răducanu 85’ (rig.) | Marcatori |  |

| Bochum 29 settembre 1984, ore 15:30 CEST 6ª giornata | Bochum  | 0 – 0 referto | Bayer Leverkusen | Ruhrstadion (18 000 spett.)\| Arbitro: \| Correll \| |
| Arbitro:                                             | Correll |               |                  |                                                      |

| Arbitro: | Umbach |

|            |           |             |
| Künast 56’ | Marcatori | 20’ Fischer |

| Arbitro: | Gabor |

|                            |           |  |
| Kuntz 22’ Fischer 76’, 85’ | Marcatori |  |

| Arbitro: | Scheuerer |

|            |           |                                    |
| Geiger 27’ | Marcatori | 36’ Fischer 48’ Kuntz 81’ Tenhagen |

| Arbitro: | Assenmacher |

|                  |           |           |
| Kuntz 56’ (rig.) | Marcatori | 54’ Reich |

| Arbitro: | Neuner |

|                       |           |                        |
| Völler 28’ Schaaf 65’ | Marcatori | 52’ Knüwe 80’ Schreier |

| Arbitro: | Wiesel |

|            |           |  |
| Schulz 64’ | Marcatori |  |

| Arbitro: | Zimmermann |

|                     |           |                            |
| Grobe 15’ Mathy 18’ | Marcatori | 6’ Oswald 24’ (rig.) Kuntz |

| Arbitro: | Ermer |

|          |           |                               |
| Kree 74’ | Marcatori | 3’, 88’ Littbarski 75’ Engels |

| Arbitro: | Heitmann |

|              |           |                 |
| Reichert 18’ | Marcatori | 24’, 44’ Schulz |

| Arbitro: | Horeis |

|  |           |            |
|  | Marcatori | 56’ Bührer |

| Arbitro: | Föckler |

|  |           |                      |
|  | Marcatori | 16’ Kuntz 18’ Schulz |

#### Girone di ritorno
| Arbitro: | Roth |

|             |           |             |
| Sievers 38’ | Marcatori | 33’ Fischer |

| Arbitro: | Umbach |

|  |           |            |
|  | Marcatori | 26’ Täuber |

| Arbitro: | Dellwing |

|                               |           |            |
| Wehmeyer 8’ Milewski 43’, 83’ | Marcatori | 74’ Schulz |

| Arbitro: | Barnick |

|  |           |                            |
|  | Marcatori | 74’ Hochstätter 89’ Dreßen |

| Arbitro: | Ahlenfelder |

|                                       |           |                 |
| Fischer 63’ Kuntz 77’, 90’ Schulz 82’ | Marcatori | 85’ (rig.) Zorc |

| Arbitro: | Pauly |

|         |           |            |
| Cha 32’ | Marcatori | 4’ Fischer |

| Arbitro: | Werner |

|                                                        |           |                   |
| Kree 12’ Fischer 53’ Knüwe 55’ Kuntz 57’ Benatelli 59’ | Marcatori | 26’ Groß 31’ Keim |

| Arbitro: | Tritschler |

|                                                       |           |                       |
| Moser 21’ Hübner 63’ Melzer 66’ Schupp 68’ Allofs 71’ | Marcatori | 78’ Fischer 82’ Kuntz |

| Arbitro: | Theobald |

|            |           |  |
| Schulz 88’ | Marcatori |  |

| Arbitro: | Wuttke |

|                         |           |                                     |
| Rautiainen 22’ Foda 74’ | Marcatori | 12’ Woelk 43’ Benatelli 50’ Fischer |

| Arbitro: | Brehm |

|              |           |                                           |
| Benatelli 3’ | Marcatori | 24’ (aut.) Oswald 37’ Völler 78’ Möhlmann |

| Arbitro: | Brückner |

|                                                 |           |             |
| Funkel 18’ (rig.) Funkel 53’ (rig.) Raschid 80’ | Marcatori | 41’ Fischer |

| Arbitro: | Hontheim |

|               |           |              |
| Benatelli 70’ | Marcatori | 28’ Matthäus |

| Arbitro: | Pauly |

|                         |           |           |
| Lehnhoff 25’ Engels 78’ | Marcatori | 43’ Kuntz |

| Arbitro: | Roth |

|                              |           |             |
| Schulz 9’ Förster 61’ (aut.) | Marcatori | 48’ Claesen |

| Arbitro: | Schmidhuber |

|                        |           |  |
| Rombach 12’ Walter 90’ | Marcatori |  |

| Arbitro: | Neuner |

|            |           |  |
| Schulz 34’ | Marcatori |  |

### Coppa di Germania
| Arbitro: | Kasperowski |

|                                 |           |                        |
| Stoffregen 70’ (rig.) Zerr 113’ | Marcatori | 26’ Woelk 96’ Schreier |

| Arbitro: | Puchalski |

|                                      |           |  |
| Lameck 4’ Kuntz 25’, 36’ (rig.), 48’ | Marcatori |  |

| Arbitro: | Matheis |

|                                   |           |  |
| Habig 56’ Thomas 66’ Willkomm 78’ | Marcatori |  |

## Statistiche

### Statistiche di squadra
| Competizione      | Punti | In casa | In casa | In casa | In casa | In casa | In casa | In trasferta | In trasferta | In trasferta | In trasferta | In trasferta | In trasferta | Totale | Totale | Totale | Totale | Totale | Totale | DR |
| Competizione      | Punti | G       | V       | N       | P       | Gf      | Gs      | G            | V            | N            | P            | Gf           | Gs           | G      | V      | N      | P      | Gf     | Gs     | DR |
| ----------------- | ----- | ------- | ------- | ------- | ------- | ------- | ------- | ------------ | ------------ | ------------ | ------------ | ------------ | ------------ | ------ | ------ | ------ | ------ | ------ | ------ | -- |
| Bundesliga        | 34    | 17      | 7       | 5       | 5       | 24      | 19      | 17           | 5            | 5            | 7            | 28           | 35           | 34     | 12     | 10     | 12     | 52     | 54     | -2 |
| Coppa di Germania | -     | 1       | 1       | 0       | 0       | 4       | 0       | 2            | 0            | 1            | 1            | 2            | 5            | 3      | 1      | 1      | 1      | 6      | 5      | +1 |
| Totale            | 34    | 18      | 8       | 5       | 5       | 28      | 19      | 19           | 5            | 6            | 8            | 30           | 40           | 37     | 13     | 11     | 13     | 58     | 59     | -1 |

### Andamento in campionato
| Giornata  | 1 | 2 | 3 | 4 | 5  | 6  | 7  | 8  | 9 | 10 | 11 | 12 | 13 | 14 | 15 | 16 | 17 | 18 | 19 | 20 | 21 | 22 | 23 | 24 | 25 | 26 | 27 | 28 | 29 | 30 | 31 | 32 | 33 | 34 |
| --------- | - | - | - | - | -- | -- | -- | -- | - | -- | -- | -- | -- | -- | -- | -- | -- | -- | -- | -- | -- | -- | -- | -- | -- | -- | -- | -- | -- | -- | -- | -- | -- | -- |
| Luogo     | C | T | C | T | T  | C  | T  | C  | T | C  | T  | C  | T  | C  | T  | C  | T  | T  | C  | T  | C  | C  | T  | C  | T  | C  | T  | C  | T  | C  | T  | C  | T  | C  |
| Risultato | N | V | N | P | P  | N  | N  | V  | V | N  | N  | V  | N  | P  | V  | P  | V  | N  | P  | P  | P  | V  | N  | V  | P  | V  | V  | P  | P  | N  | P  | V  | P  | V  |
| Posizione | 9 | 5 | 8 | 9 | 14 | 14 | 14 | 10 | 5 | 5  | 8  | 6  | 5  | 8  | 7  | 7  | 7  | 7  | 7  | 10 | 10 | 10 | 9  | 9  | 9  | 8  | 8  | 8  | 9  | 9  | 10 | 9  | 10 | 9  |

Legenda:

Luogo: C = Casa; T = Trasferta. Risultato: V = Vittoria; N = Pareggio; P = Sconfitta.

### Statistiche dei giocatori
| Giocatore      | Bundesliga | Bundesliga | Bundesliga  | Bundesliga | Coppa di Germania | Coppa di Germania | Coppa di Germania | Coppa di Germania | Totale   | Totale | Totale      | Totale     |
| Giocatore      | Presenze   | Reti       | Ammonizioni | Espulsioni | Presenze          | Reti              | Ammonizioni       | Espulsioni        | Presenze | Reti   | Ammonizioni | Espulsioni |
| -------------- | ---------- | ---------- | ----------- | ---------- | ----------------- | ----------------- | ----------------- | ----------------- | -------- | ------ | ----------- | ---------- |
| F. Benatelli   | 15         | 4          | 2           | 0          | 0                 | 0                 | 0                 | 0                 | 15       | 4      | 2           | 0          |
| S. Bönighausen | 16         | 0          | 0           | 0          | 1                 | 0                 | 0                 | 0                 | 17       | 0      | 0           | 0          |
| M. Croonen     | 0          | 0          | 0           | 0          | 1                 | 0                 | 0                 | 0                 | 1        | 0      | 0           | 0          |
| K. Fischer     | 34         | 16         | 0           | 0          | 3                 | 0                 | 0                 | 0                 | 37       | 16     | 0           | 0          |
| F. Gothe       | 9          | 0          | 0           | 0          | 1                 | 0                 | 1                 | 0                 | 10       | 0      | 1           | 0          |
| T. Knauer      | 0          | 0          | 0           | 0          | 0                 | 0                 | 0                 | 0                 | 0        | 0      | 0           | 0          |
| P. Knäbel      | 1          | 1          | 0           | 0          | 1                 | 0                 | 0                 | 0                 | 2        | 1      | 0           | 0          |
| H. Knüwe       | 29         | 2          | 2           | 0          | 3                 | 0                 | 1                 | 0                 | 32       | 2      | 3           | 0          |
| M. Kree        | 27         | 2          | 2           | 0          | 3                 | 0                 | 0                 | 0                 | 30       | 2      | 2           | 0          |
| S. Kuntz       | 34         | 11         | 3           | 0          | 3                 | 3                 | 0                 | 0                 | 37       | 14     | 3           | 0          |
| M. Kühn        | 14         | 0          | 0           | 0          | 1                 | 0                 | 0                 | 0                 | 15       | 0      | 0           | 0          |
| A. Lameck      | 33         | 0          | 0           | 0          | 3                 | 1                 | 0                 | 0                 | 36       | 1      | 0           | 0          |
| W. Oswald      | 29         | 1          | 3           | 0          | 3                 | 0                 | 1                 | 0                 | 32       | 1      | 4           | 0          |
| I. Pickenäcker | 22         | 0          | 1           | 0          | 2                 | 0                 | 0                 | 0                 | 24       | 0      | 1           | 0          |
| F. Saborowski  | 5          | 0          | 2           | 0          | 0                 | 0                 | 0                 | 0                 | 5        | 0      | 2           | 0          |
| T. Schreier    | 19         | 1          | 0           | 0          | 3                 | 1                 | 0                 | 0                 | 22       | 2      | 0           | 0          |
| F. Schulz      | 34         | 11         | 2           | 0          | 2                 | 0                 | 0                 | 0                 | 36       | 11     | 2           | 0          |
| F. Tenhagen    | 24         | 1          | 4           | 0          | 2                 | 0                 | 1                 | 0                 | 26       | 1      | 5           | 0          |
| L. Woelk       | 32         | 1          | 3           | 0          | 3                 | 1                 | 0                 | 0                 | 35       | 2      | 3           | 0          |
| R. Zumdick     | 34         | 0          | 0           | 0          | 2                 | 0                 | 0                 | 0                 | 36       | 0      | 0           | 0          |
| I. Žugčić      | 25         | 0          | 3           | 0          | 2                 | 0                 | 1                 | 0                 | 27       | 0      | 4           | 0          |